# 강화산성
강화산성(江華山城)은 인천광역시 강화군 강화읍 국화리에 있는 고려시대의 성곽이다. 1964년 6월 10일 대한민국의 사적 제132호로 지정되었다.
고려 제23대 고종이 몽골의 제2차 침입(1232년)에 항전하기 위하여 내성·중성·외성을 쌓았다. 초기에는 토성으로 축조하였으나 조선 초기에 이르러 석성으로 개축하였고, 인조 15년(1637년) 병자호란때 파손되었다. 효종 3년(1652년) 성곽 일부를 수축하고, 숙종 3년 (1677년) 유수 허질이 전면을 돌로, 후면은 흙으로 개축, 확장하여 길이가 7,122m에 이른다.

## 개요
강화읍을 에워싸고 있는 고려시대의 산성이다.
몽골의 침입으로 백성과 국토가 수난을 당하자, 당시 실권자인 최우는 1232년 강화도로 수도를 옮겼다. 왕궁과 성·관아 시설은 1234년 본격적인 공사가 시작되었다. 이 때 개경의 궁궐과 비슷하게 지어 산의 이름도 송악이라 지었다.
성은 흙으로 쌓았고, 내성·중성·외성으로 이루어져 있고, 내성은 주위 약 1,200m로 지금의 강화성이다. 중성은 내성을 지키기 위해 쌓았으며, 외성은 1233년 강화 동쪽해안을 따라 쌓았다. 이 외성은 몽골군이 바다를 건너 공격하지 못하게 한 가장 중요한 방어시설이자, 정부가 39년간 육지로부터 물자를 지원받았던 곳이기도 하다.
고려 원종 11년(1270) 개경으로 수도를 다시 옮기면서 몽골과 강화조약의 조건으로 성을 모두 헐게 되었다. 조선 전기에 내성이었던 강화성을 축소하여 다시 지었다. 1637년 병자호란 때 청군에 의해 다시 파괴당하였고, 숙종 3년(1677)에 성을 보수하면서 모두 돌로 쌓고 넓혀 지었다.
남문인 안파루·북문인 진송루·서문인 첨화루와 동문인 망한루가 남아있으며, 비밀통로인 암문 4개 그리고 수문이 2개 남아있다. 높은 곳에서 망을 보기 위한 장대와 성위에서 몸을 감추기 위한 여장 등의 방어시설도 갖추고 있었으나 여장은 모두 무너졌다. 현재 성의 동쪽 부분은 없어졌으나, 남북쪽 산자락은 잘 보존되어 있다.
조선 후기 병인양요·신미양요와 일본 침략에 의한 강화조약을 체결한 수많은 외세침략의 역사적인 현장이다.

## 시설 및 건축물

### 성문

#### 북문
高麗宮址 좌측으로 난 포장도로를 따라 약 400여m를 가면 관청리와 대산리의 경계지점인 北山의 북문고개에 위치하고 있다. 북문의 앞부분은 鎭松樓라는 현판이 걸려 있는 문루로 벽이 없는 채로 지어져 방어용 이라기보다는 관망용으로 지어진듯하다. 현재의 북문은 1976년 복원한 건물이며 강화산성 서문과 같이 프리케스트 콘크리트 공법으로 세워졌다. 초익공으로 공익공 형식을 하고 있으며 협칸에 비해 어칸의 폭이 매우 넓으며 우진각 지붕을 하고 있다. 다른 문에 비해 규모가 작으며 지붕은 유일하게 우진각 지붕형태를 보인다.
강화읍 관청리에 있는 북문은 본디 바로 아래 고려궁터의 든든한 보호막으로 버티고 있었다. 이로써 강화도천도(1232)한 고려가 대몽항쟁을 위해 축조한 내성에 연결되었던 문임을 쉽게 알 수 있다. 토성이었던 당시의 성은 개경 환도때 헐리고 조선 초에 개축하였다. 그 뒤 병자호란 때 대부분 파괴된 것을 숙종37년에 석축으로 완성하였다. 이때까지 문루는 없었다. 정조 7년 강화유수 김노진이 누각을 세우고 진송루라 했으며 1976년 현재의 모습으로 복원·단장하였다.
북문의 출입구는 2.9*2.5m이고 문 전체의 크기가 11m이다. 문에서 북장대 방향으로 42m의 성벽을 복원하였으며 서문 방향으로 50m의 성벽을 복원하였다.

#### 남문
강화시내를 관통하는 48번국도를 따라 가다 우측의 강화우체국 도로 맞은편에 위치한 강화베다교회의 맞은편에 유적이 있다. 현재 남문의 앞뒤는 주차장으로 활용되고 있다. 江華山城 南門은 1711년 건립되었으나 1955년 폭우로 허물어져 1975년에 다시 복원한 것이다. 육축부 위에 지어진 문루로 정면 3칸, 측면2칸이다. 창호는 모두가 판문으로서 방어용으로 지어진 것임을 알 수 있다. 남측면으로 ‘江華南門’이라는 편액이 걸려있고 북측으로 ‘晏波樓’라는 편액이 걸려있는데, 1975년 당시 김종필 국무총리가 쓴 것이다.
강화읍 신문리에 있는 남문은 강화산성의 내성에 연결되었던 4대문 중 하나다. 조선 숙종 47년에 건립했는데 2층 누각 앞쪽에는 강화남문, 뒤쪽에는 안파루라 쓰인 현판이 있다. 겹처마 팔작지붕의 아담하고 시원스런 누각이다.
남문은 출입구가 4.0*4.5*7.5m이며 성문 전체 크기는 길이가 20m, 높이가 5m, 여장의 높이는 1m이다. 남문에서 산 방향으로의 여장은 복원되어 있지 않고 석벽만 복원되어 있다. 복원된 석벽은 길이가 24m, 높이가 3.4m, 폭이 1m이다. 문에서 도로 방향으로 36m의 석벽을 복원하였다. 0.9*1.0m의 여장을 복원하였는데 이곳에 사용한 개석은 38*91*14cm이고 , 총안은 28*31cm이다.

## 참고 자료
- 강화산성 - 국가유산청 국가유산포털
- 이 문서에는 다음커뮤니케이션(현 카카오)에서 GFDL 또는 CC-SA 라이선스로 배포한 글로벌 세계대백과사전의 내용을 기초로 작성된 글이 포함되어 있습니다.
- 인천역사문화총서40, 《인천의 문화유산을 찾아서》, 인천광역시 역사자료관, 강화산성, 28-29쪽